# José Fábio Santos de Oliveira
José Fábio Santos de Oliveira (* 21. April 1987 in Maceió), auch bekannt als Fábio Santos, ist ein ehemaliger brasilianischer Fußballspieler.

## Karriere
2005 unterschrieb er einen Vertrag beim japanischen Zweitligisten Mito Hollyhock. 2006 wechselte er zu Shonan Bellmare. Sommer 2006 kehrte er nach Brasilien zurück. 2007 unterschrieb er einen Vertrag beim Zweitligisten SE Gama. 2008 wechselte er zum Erstligisten Botafogo FR und erreichte er mit dem Verein das Halbfinale des Copa do Brasil. 2009 wechselte er zum japanischen Zweitligisten Tokushima Vortis. 2010 kehrte er nach Brasilien zurück und unterschrieb einen Vertrag beim Zweitligisten AD São Caetano. Danach spielte er bei Oeste FC, Avaí FC und EC Vitória. Ende 2016 beendete er seine Karriere als Fußballspieler.